# 岸本美緒
岸本 美緒（きしもと みお、1952年4月 - ）は、日本の歴史学者。専門は、中国史（明清社会経済史）、お茶の水女子大学名誉教授。元日本学術会議会員。

## 経歴
1952年、東京都生まれ。旧姓・中山。東京大学文学部の東洋史学専修課程で学び、1975年に卒業（。東京大学大学院人文科学研究科東洋史学専門課程に進み、1979年に同博士課程を中退。
同1979年、東京大学東洋文化研究所助手に採用された。1981年、お茶の水女子大学文教育学部専任講師に就いた。1985年、お茶の水女子大学文教育学部助教授を経て、1989年、東京大学文学部助教授となった。1996年、同文学部教授に昇格。1997年からは東京大学大学院人文社会系研究科教授。2007年、お茶の水女子大学大学院人間文化創成科学研究科教授に転じた。2018年、お茶の水女子大学を退任し、名誉教授となった。

## 受賞
- 2021年：第31回福岡アジア文化賞を受賞[5]。

## 著作
著書
- 『清代中国の物価と経済変動』研文出版 1997
- 『東アジアの「近世」』山川出版社・世界史リブレット 1998
- 『明清交替と江南社会 17世紀中国の秩序問題』東京大学出版会 1999
- 『中国社会の歴史的展開』放送大学教育振興会 2007
  - 改題 『中国の歴史』 キ-23-1、筑摩書房〈ちくま学芸文庫〉、2015年9月9日。ISBN 978-4-480-09691-3。全国書誌番号:22634670。オリジナルの2021年11月9日時点におけるアーカイブ。2022年4月18日閲覧。
- 『風俗と時代観－明清史論集〈1〉』研文出版 2012
- 『地域社会論再考－明清史論集〈2〉』研文出版 2012
- 『礼教・契約・生存－明清史論集〈3〉』研文出版 2020
- 『明末清初中国と東アジア近世』岩波書店 2021

共編著
- 『中国史』尾形勇共編、山川出版社(新版世界各国史)1998
  - 改版 山川出版社　2019
- 『明清と李朝の時代』宮嶋博史共著、中央公論新社 1998
  - 文庫化 中公文庫　2008年
- 『市場の地域史』佐藤次高共編、山川出版社(地域の世界史) 1999
- 『東アジアの中の中国史』浜口允子共編　放送大学教育振興会 2003
- 『比較史のアジア所有・契約・市場・公正』三浦徹・関本照夫共編　東京大学出版会　2004
- 『中国歴史研究入門』礪波護・杉山正明共編　名古屋大学出版会　2006
- 『岩波講座「帝国」日本の学知 第3巻 東洋学の磁場』岩波書店　2006
- 『1571年 銀の大流通と国家統合』山川出版社(歴史の転換点)2019

### 監修
- 村川, 和宏『世界の歴史 14 ゆれる中国 : 清・中華民国』 14巻、小学館〈小学館版学習まんが世界の歴史〉、2018年12月4日。ISBN 9784092983144。全国書誌番号:23148151。オリジナルの2022年4月18日時点におけるアーカイブ。2022年4月18日閲覧。「監修 元お茶の水女子大学教授 岸本美緒」